# Stanegate

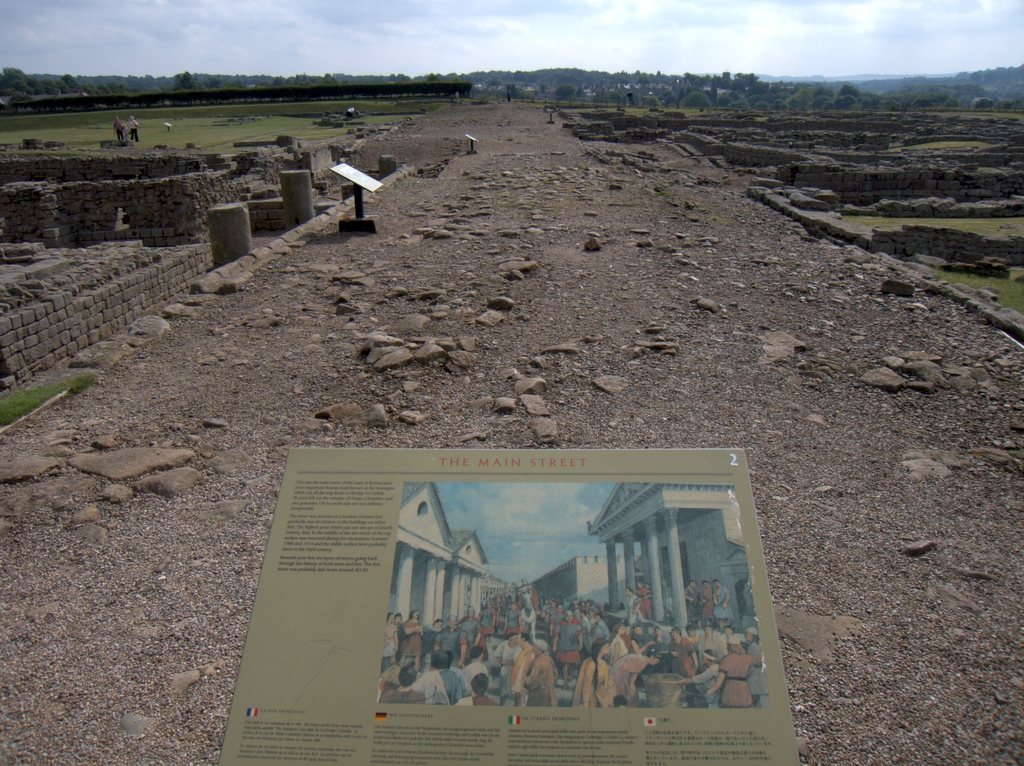
Stanegate, a prop de Corbridge

La Stanegate, o "carretera de pedra" (stone - road en Anglès antic), fou una important Via romana construïda en l'actual regió del nord d'Anglaterra. Unia dues fortaleses que guardaven passos importants de dos rius; Coria (Corbridge) a l'est i Luguvalium (Carlisle) a l'oest. La via romana es va construir sobre el camí natural que formava la unió de la vall del Riu Tyne i el Riu Irthing.
La característica que diferencia la Stanegate de la resta de les vies romanes és que sovint rodeja les inclinacions del terreny i adopta diverses corbes, mentre les altres carreteres són normalment rectes sense importar si això implica escalar fortes inclinacions.

## Història
Es creu que la Stanegate fou construïda en temps del Governador romà Gneu Juli Agrícola i més tard esdevindria la frontera de la província romana quan aquests es retiraren d'Escòcia. Inicialment tenia fortificacions separades per un dia de distància, com Vindolanda, Nether Denton i els esmentats de Coria i Luguvalium, però quan els romans es retiraren al sud de la carretera el 105, afegiren els forts de Newbrough, Magnis (Carvoran) i Brampton Old Church per reforçar la seguretat i separats només per mig dia de distància.